# Milluni
Milluni ist eine Ortschaft im Departamento Potosí im Hochland des südamerikanischen Andenstaates Bolivien.

## Lage im Nahraum
Milluni liegt in der Provinz Chayanta und ist der größte Ort des Cantón Chairapata im Municipio Ocurí. Am Südrand der Ortschaft befindet sich die Bildungseinrichtung „Unidad Educativa Modesto Omiste de Milluni“. Die Ortschaft Milluni liegt in einer Höhe von 3877 m oberhalb des linken, nördlichen Ufers des Río Porongo, der hier in nordöstlicher Richtung fließt und über den Río Salla Mayu, den Río Parcoma und den Río Guadalupe zum Flusssystem des Río Chayanta gehört.

## Geographie
Milluni liegt zwischen dem bolivianischen Altiplano im Westen und der Anden-Gebirgskette der Cordillera Central im Osten. Das Klima der Region ist ein typisches Tageszeitenklima, bei dem die mittlere Temperaturschwankung zwischen Tag und Nacht deutlicher ausfällt als zwischen Sommer und Winter.
Die Jahresdurchschnittstemperatur im langjährigen Mittel liegt bei etwa 4 °C (siehe Klimadiagramm Colquechaca), die Monatswerte bewegen sich zwischen 0 °C im Juni/Juli und 6 °C von November bis Januar. Die jährliche Niederschlagsmenge beträgt 460 mm, von Mai bis August herrscht eine Trockenzeit von monatlich weniger als 5 mm Niederschlag, während die Niederschlagshöhe im Januar und Februar etwa 100 mm erreicht.

## Verkehrsnetz
Milluni liegt in einer Entfernung von 187 Straßenkilometern nördlich von Potosí, der Hauptstadt des gleichnamigen Departamentos.
Von Potosí aus führt die Nationalstraße Ruta 1 in nördlicher Richtung über Tarapaya, Yocalla und Cruce Culta weiter nach Oruro und El Alto, der Nachbarstadt von La Paz, und nach Desaguadero am Titicacasee.
In Cruce Culta (früher: Ventilla) zweigt eine unbefestigte Landstraße von der Hauptstraße in nördlicher Richtung ab und erreicht nach 38 Kilometern die Ruta 6 zwei Kilometer nördlich von Macha. Die Ruta 6 führt von hier aus weiter in südöstlicher Richtung über Tomaycuri und Ocurí nach Sucre. Vier Kilometer hinter Tomaycuri zweigt bei Soratiri in nördlicher Richtung eine Landstraße nach Colquechaca ab, von der nach sieben Kilometern eine Nebenstraße nach Nordosten in das sieben Kilometer entfernte Milluni führt.

## Bevölkerung
Die Einwohnerzahl der Ortschaft ist in dem Jahrzehnt zwischen den letzten beiden Volkszählung um etwa ein Zehntel angestiegen:
| Jahr | Einwohner         | Quelle       |
| ---- | ----------------- | ------------ |
| 1992 | keine Detaildaten | Volkszählung |
| 2001 | 273               | Volkszählung |
| 2013 | 306               | Volkszählung |
| 2024 |                   | Volkszählung |

Die Region weist einen hohen Anteil an Quechua-Bevölkerung auf, im Municipio Ocurí sprechen 98,5 Prozent der Bevölkerung Quechua. (2001)